# Angutimmarik Kreutzmann
Angutimmarik „Angu“ Kreutzmann (* 6. März 1988 in Maniitsoq) ist ein ehemaliger grönländischer Handballnationalspieler. Bei der WM 2007 war er mit 49 Toren Neunter der Torschützenliste. Mittlerweile ist er als Handballtrainer tätig.

## Familie
Angutimmatik Kreutzmann ist der Sohn des Halleninspektors und ehemaligen Handball-, Fußball- und Tischtennisspielers Anthon Kreutzmann. Sein jüngerer Bruder ist Akutaaneq Kreutzmann (* 1989).

## Karriere
Angutimmarik Kreutzmann begann mit acht Jahren das Handballspielen in seiner Heimatstadt bei Aqissiaq Maniitsoq. Später spielte der Rückraumspieler in der 1. division, der zweithöchsten dänischen Liga, beim Klub Silkeborg-Voel KFUM (heute unter dem Namen Bjerringbro-Silkeborg). 2008 wechselte er zum dänischen Verein Odder Håndbold. Im Sommer 2010 unterzeichnete Angutimmarik Kreutzmann einen Zweijahresvertrag beim schwedischen Zweitligisten OV Helsingborg. Obwohl er im Mai 2012 seinen Vertrag um weitere zwei Jahre verlängert hatte, wechselte er im Juli 2012 zum deutschen Zweitligisten Eintracht Hildesheim. In der Saison 2013/14 stand er beim dänischen Erstligisten Nordsjælland Håndbold unter Vertrag. Anschließend schloss sich Angutimmarik Kreutzmann dem französischen Verein Dijon Bourgogne HB an. Noch vor Beginn der Saison 2014/15 verließ er Dijon Bourgogne HB und kehrte zu Nordsjælland Håndbold zurück. Nach der Saison 2014/15 verließ er Nordsjælland. Nachdem Angutimmarik Kreutzmann später für Køge Håndbold aufgelaufen war, schloss er sich im Sommer 2019 dem dänischen Drittligisten TIK Håndbold an. Zur Saison 2020/21 kehrte er wie sein Bruder Akutaaneq zu seinem Jugendverein Aqissiaq Maniitsoq zurück.
Für die grönländische Nationalmannschaft bestritt Angutimmarik Kreutzmann bis 2014 36 Länderspiele. Für das U21-Team traf er 100 Mal in 18 Spielen.
Kreutzmann trainiert die grönländische Juniorennationalmannschaft, die unter seiner Leitung an der U-21-Weltmeisterschaft 2023 teilnahm.